# ام. استنلی ویتینگهام
ام. استنلی ویتینگهام (انگلیسی: M. Stanley Whittingham؛ زادهٔ ۱۹۴۱ (۸۳–۸۴ سال)) شیمی‌دان اهل ایالات متحده آمریکا است.
وی به همراه دو شیمی‌دان دیگر به جهت توسعهٔ باتری لیتیم-یون، موفق به دریافت جایزه نوبل شیمی سال ۲۰۱۹ گردید.